# 배전기술
배전기술은 효율적인 운영을 위해 전산 관리, 배전선로 보호 협조, 배전선로 자동화 설비운영 등을 대한 기술업무를 지원한다. 배전 설비에 대한 각종 지적도면 제작 및 변경에 따른 제반업무를 수행하고 유지,관리한다. 최적의 전력공급을 위해 배전선로 자동화 설비에 대한 계획을 수립하여, 관련 설비를 운영한다. 각종 배전선 및 변압기의 노후, 고장 등이 대한 현장조사를 실시하여 교체 및 보수를 의뢰한다.